# 和歌山県道43号那智勝浦古座川線
和歌山県道43号那智勝浦古座川線（わかやまけんどう43ごう なちかつうらこざがわせん）は、和歌山県東牟婁郡那智勝浦町から古座川町に至る主要地方道（和歌山県道）である。

## 概要
東牟婁郡那智勝浦町から古座川町を結ぶ、和歌山県の主要地方道の中で一番陸上距離の長い道路である。
山間部を通り、ほとんどが古座川支流、小川沿いに設置されている。走行に注意を要する道幅の狭い区間も多く、特に途中の那智勝浦町坂足には幅員1.7m制限の狭小区間があり、路面に落石、陥没、洗い越し、苔などが見られ、ガードレールのない区間も多い。
古座川町川口～滝の拝までは峠を抜けるトンネルが開通し、片側1車線の走行しやすい道路となった。また、集落のある小森川地区までは中型トラックも走行可能となっている。

### 路線データ
- 実延長：58.281km
- 起点：東牟婁郡那智勝浦町大字浜ノ宮（那智駅前交差点＝国道42号）
- 終点：東牟婁郡古座川町川口（＝和歌山県道38号すさみ古座線）

## 歴史
- 1964年（昭和39年）12月28日 - 建設省（現・国土交通省）が主要地方道本宮古座川線を指定。
- 1965年（昭和40年） - 和歌山県が主要県道21号本宮古座川線を路線認定。
- 1982年（昭和57年）4月1日 - 建設省が主要県道本宮古座川線を那智勝浦古座川線と那智勝浦本宮線に分割。
- 1983年（昭和58年）2月1日 - 県道21号本宮古座川線を県道21号那智勝浦古座川線と県道25号那智勝浦本宮線に分割。
- 1993年（平成5年）5月11日 - 建設省から、主要県道那智勝浦古座川線が那智勝浦古座川線として主要地方道に指定される[1]。
- 1994年（平成6年）4月1日 - 和歌山県が県道番号を「21」から「43」へ変更。
- 2015年（平成27年）8月30日 - 古座川町の中崎トンネルが17時に開通する[2]。

## 路線状況

### 重複区間
- 和歌山県道46号那智山勝浦線（東牟婁郡那智勝浦町大字浜ノ宮 - 東牟婁郡那智勝浦町大字井関）
- 和歌山県道45号那智勝浦本宮線（東牟婁郡那智勝浦町大字口色川 - 東牟婁郡那智勝浦町大字田垣内）

### 道の駅
- 道の駅瀧之拝太郎（古座川町）

### トンネル
- 滝の拝トンネル（古座川町）357ｍ
- 中崎トンネル（古座川町）1139m[2]
- 色川トンネル（那智勝浦町）115ｍ

## 地理

### 通過する自治体
- 東牟婁郡
  - 那智勝浦町
  - 古座川町

### 交差する道路
- 国道42号（東牟婁郡那智勝浦町、起点）
- 和歌山県道46号那智山勝浦線（東牟婁郡那智勝浦町大字浜ノ宮）
- 和歌山県道46号那智山勝浦線（東牟婁郡那智勝浦町川関）
- 和歌山県道46号那智山勝浦線（東牟婁郡那智勝浦町大字井関）
- 和歌山県道235号南平野下里停車場線（東牟婁郡那智勝浦町大字南平野）
- 和歌山県道45号那智勝浦本宮線（東牟婁郡那智勝浦町大字口色川）
- 和歌山県道45号那智勝浦本宮線（東牟婁郡那智勝浦町大字田垣内）
- 和歌山県道38号すさみ古座線（東牟婁郡古座川町川口、終点）